# Mili Balakirev
Mili Alekseïevitch Balakirev (en russe : Ми́лий Алексе́евич Бала́кирев) est un compositeur russe né le 21 décembre 1836 (2 janvier 1837 dans le calendrier grégorien) à Nijni Novgorod et mort le 16 mai 1910 (29 mai dans le calendrier grégorien) à Saint-Pétersbourg.
Il est connu pour sa pièce virtuose pour piano Islamey et son poème symphonique Tamara.
Il a fait partie du groupe des Cinq, célèbre dans les années 1860.

## Biographie

### Années de formation
Né de parents nobles peu fortunés, il est attiré dès l'enfance par la musique mais ne disposant que de très peu de ressources matérielles, il ne pourra prendre en tout que dix leçons de piano auprès d'un remarquable professeur, Alexandre Dubuque (Dubuc). Il fait ses études à l'université impériale de Kazan. À seize ans, il fait la connaissance d'Alexandre Oulybychev, riche mélomane auteur de la première biographie de Mozart qui dispose d'un orchestre réduit. Il confie à Balakirev des travaux de copie, d'arrangements puis finalement la direction de son orchestre. De manière purement empirique mais avec beaucoup de facilité, le jeune musicien parvient à acquérir les bases de son futur métier de compositeur. Il dissèque les partitions des grands maîtres, les étudie minutieusement. En 1855, il aura l'occasion de rencontrer Mikhaïl Glinka, grand musicien précurseur de la musique classique russe. Sa vocation est alors toute tracée.

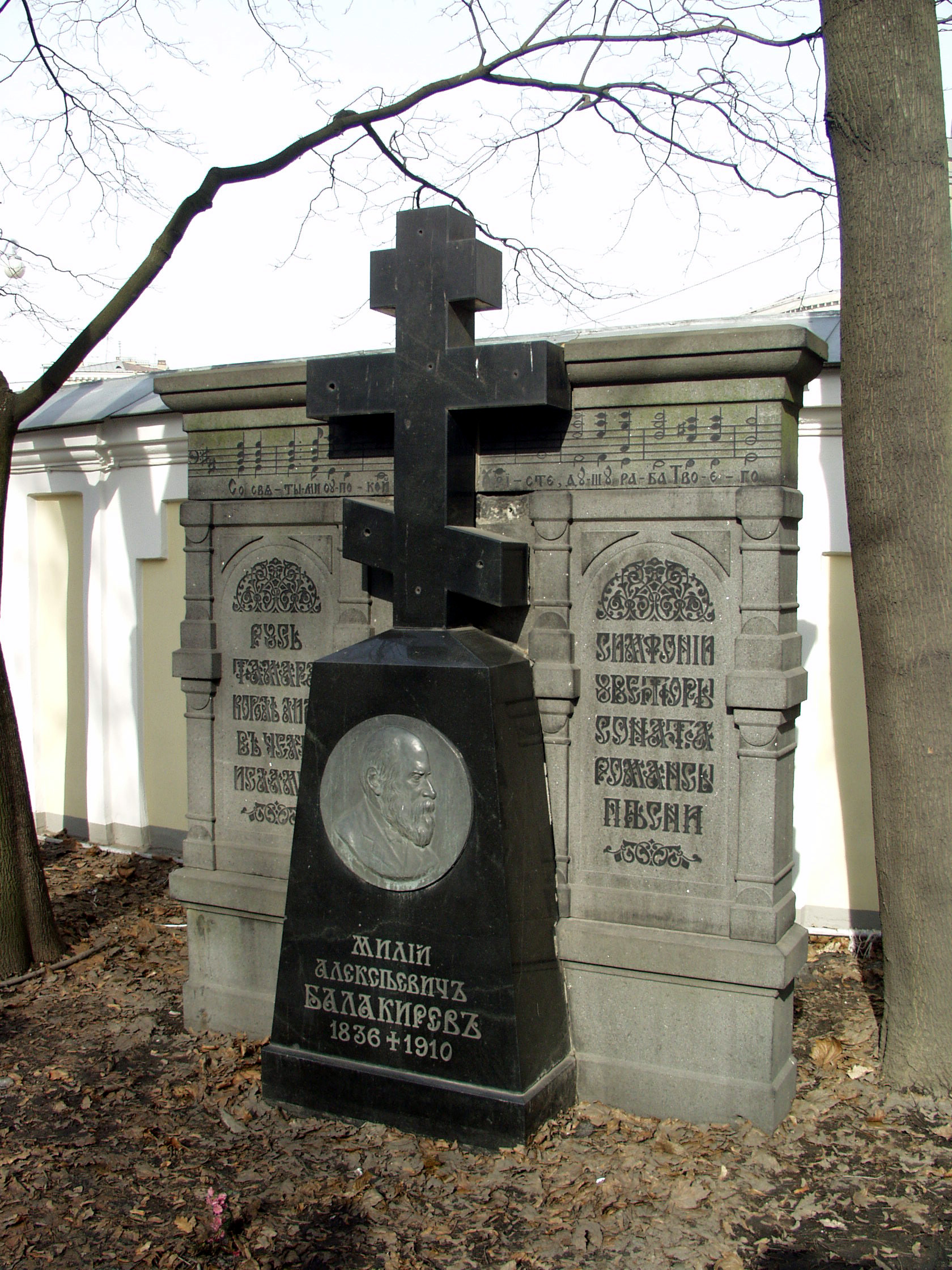
Tombe de Balakirev au cimetière Tikhvine de Saint-Pétersbourg.

### Le groupe des cinq
Fort de toutes ces connaissances, il gagne Saint-Pétersbourg et s'entoure d'un groupe de musiciens autodidactes comme lui qui deviendra le Groupe des Cinq composé de César Cui, Modeste Moussorgski, Alexandre Borodine et Nikolaï Rimski-Korsakov. Balakirev est l'âme de ce groupe même s'il n'en est pas le meilleur compositeur. En général, il supervise et, le cas échéant, corrige le travail de ses amis compositeurs. Ce groupe s'impose sur la scène musicale russe dès 1860.

Malgré une autorité et une « aura » certaines, il sera lâché « par sa couvée » selon sa propre expression. Le groupe est dissous en 1870.

### Un compositeur peu prolifique
Il se consacre alors à l'organisation de concerts qui sont autant d'échecs. Par dépit, il devient chef de gare pendant cinq ans et ne compose plus entre 1872 et 1876.
À partir de 1862, il parcourt le Caucase et la Crimée et compile nombre de pages de musique folklorique. La même année, il refuse la direction de la Société musicale russe et fonde à Saint-Pétersbourg une école de musique. De 1883 à 1894, il est directeur de la Chapelle impériale de Saint-Pétersbourg, avec Nikolaï Rimski-Korsakov comme assistant. C'est pendant ces années qu'il reconstitue un groupe musical dont le membre le plus éminent sera Sergueï Liapounov.
Bien que très exigeant vis-à-vis de ses camarades, Balakirev compose très lentement. Il mettra ainsi près de quinze ans à écrire Tamara, un poème symphonique dont l'interprétation dure environ vingt-cinq minutes. Sur le plan musical, il laisse néanmoins un catalogue important. Tamara, terminée en 1882, est sa plus grande composition avec Islamey. Toutes ces pièces sont dans le prolongement de l'œuvre de Glinka.

## Musique
Balakirev est devenu important dans l'histoire de la musique classique russe à la fois par ses œuvres et par sa direction. Plus que Glinka, il a contribué à tracer la voie de la musique orchestrale russe et du chant lyrique russe au cours de la seconde moitié du XIXe siècle. Bien qu'il ait appris de Glinka certaines méthodes de traitement instrumental du chant populaire russe, une technique orchestrale brillante et transparente (quelque chose qu'il a également appris des œuvres d'Hector Berlioz) et de nombreux éléments de son style de base, il a développé et élargi ce qu'il avait appris, en le fusionnant de manière satisfaisante avec les techniques de composition romantiques alors avancées.
Malheureusement, la composition prolongée de plusieurs œuvres a privé Balakirev du mérite de leur inventivité. Des pièces qui auraient pu être couronnées de succès si elles avaient été achevées dans les années 1860 et 1870 ont eu un impact beaucoup plus faible lorsqu'elles ont été introduites beaucoup plus tard dans la vie du compositeur. Cela s'explique par le fait qu'elles ont été dépassées sur le plan stylistique par les réalisations de compositeurs plus jeunes, et que certains de leurs procédés de composition ont été repris par d'autres membres du groupe des Cinq - l'exemple le plus notable de ce dernier est celui de Schéhérazade de Rimsky-Korsakov, qui a été influencé par le poème symphonique Tamara de Balakirev. Une autre conséquence fut une tendance à sur-travailler les détails, ce qui priva ces pièces de fraîcheur et d'inspiration, les faisant paraître "surfaites".
Malgré la longue période de composition, il n'y a pas de différence perceptible, en particulier dans les deux symphonies, entre les sections achevées dans les années 1860 et celles écrites beaucoup plus tard. Zetlin affirme que si le talent créatif de Balakirev n'a pas diminué, la raison de cette absence de disparité est que Balakirev "a cessé d'évoluer" en tant qu'artiste ; il est resté créativement au point qu'il avait atteint dans les années 1860, « et ses œuvres les plus récentes semblent donc n'être qu'un écho du passé ».

### Influences
Peut-être parce que l'expérience musicale initiale de Balakirev était celle d'un pianiste, les compositeurs pour son propre instrument ont influencé le répertoire et le style de ses compositions. Il a écrit dans tous les genres cultivés par Frédéric Chopin, à l'exception de la Ballade, cultivant un charme comparable. L'autre compositeur pour clavier qui a influencé Balakirev est Franz Liszt, ce qui apparaît dans Islamey ainsi que dans ses transcriptions d'œuvres d'autres compositeurs et le poème symphonique Tamara.
L'affinité de Balakirev avec la musique de Glinka devient plus évidente dans son traitement du matériel folklorique. Cependant, Balakirev fait progresser la technique de Glinka en utilisant des " variations avec des arrière-plans changeants ", réconciliant les pratiques compositionnelles de la musique classique avec le traitement idiomatique de la chanson folklorique, employant la fragmentation motivique, le contrepoint et une structure exploitant les relations de clé.
Entre ses deux Ouvertures sur des thèmes russes, Balakirev se consacre à la collecte et à l'arrangement de chansons folkloriques. Ce travail l'a alerté sur la fréquence du mode dorien, la tendance de nombreuses mélodies à osciller entre la tonalité majeure et sa relative mineure sur sa tonalité de septième bémol, et la tendance à accentuer les notes qui ne sont pas compatibles avec l'harmonie dominante. Ces caractéristiques se reflètent dans la façon dont Balakirev traite les chansons folkloriques russes.
Étant donné que les opinions musicales du groupe des Cinq avaient tendance à être anti-allemandes, il est facile d'oublier que Balakirev était en fait bien ancré dans le style symphonique allemand - ce qui est d'autant plus impressionnant lorsqu'on se souvient que Balakirev était essentiellement autodidacte en tant que compositeur. Son ouverture " Le Roi Lear ", écrite lorsqu'il avait 22 ans, n'est pas un poème symphonique dans la veine de Liszt mais plutôt dans la lignée des ouvertures de concert de Beethoven, s'appuyant plus sur les qualités dramatiques de la forme sonate que sur un contenu extramusical.

### Le style russe: les ouvertures
Avec sa première ouverture sur trois thèmes russes (1858), Balakirev se concentre sur l'écriture d'œuvres symphoniques à caractère russe. Il choisit ses thèmes dans des recueils de chansons folkloriques disponibles à l'époque où il composa la pièce, prenant comme modèle Kamarinskaya de Glinka en choisissant une chanson lente pour l'introduction, puis pour la section rapide en choisissant deux chansons dont la structure est compatible avec le motif ostinato de la chanson de danse Kamarinskaya. L'utilisation par Balakirev de deux chansons dans cette section constituait un écart important par rapport au modèle, car elle lui permettait de lier le processus symphonique de la forme symphonique aux variations de Glinka sur un motif ostinato, et, en les opposant, de traiter les chansons de manière symphonique plutôt que simplement décorative.
La Seconde ouverture sur des thèmes russes (1864) fait preuve d'une sophistication accrue, Balakirev utilisant la technique de Beethoven consistant à dériver de courts motifs de thèmes plus longs, de sorte que ces motifs puissent être combinés en un tissu contrapuntique convaincant. En tant que telle, elle peut être considérée comme un exemple de composition motivique-thématique abstraite, mais comme elle utilise des chansons folkloriques, elle peut également être considérée comme une déclaration sur la nationalité. Dans cette ouverture, il montre comment les chansons folkloriques peuvent prendre des dimensions symphoniques tout en accordant une attention particulière à l'élément de la protyazhnaya ou mélisme-chanson lyrique élaborée de manière technique. Ce type de chanson se caractérise par une extrême souplesse rythmique, une structure de phrase asymétrique et une ambiguïté tonale. Incorporer ces éléments signifiait employer l'instabilité tonale de la chanson folklorique dans des structures plus larges en s'appuyant sur l'indétermination tonale. La structure de cette ouverture s'écarte des relations tonales classiques entre tonique et dominante, se rapprochant des expériences tonales de Liszt et Robert Schumann.
Comme ses contemporains du groupe des Cinq, Balakirev croyait en l'importance de la musique à programme - musique écrite pour remplir un programme inspiré d'un portrait, d'un poème, d'une histoire ou d'une autre source non musicale. Contrairement à ses compatriotes, Balakirev accordait toujours la priorité à la forme musicale, et non à la source extramusicale, et sa technique continuait de refléter l'approche symphonique germanique. Néanmoins, les ouvertures de Balakirev ont joué un rôle crucial dans l'émergence de la musique symphonique russe en introduisant le style musical aujourd'hui considéré comme "russe". Son style a été adapté par ses compatriotes et d'autres au point de devenir une caractéristique nationale. L'ouverture de Boris Godounov de Moussorgski ressemble beaucoup au premier thème de la Deuxième ouverture de Balakirev, tandis que Dans les steppes d'Asie centrale de Borodine commence par une pédale de dominante qui s'étend sur 90 mesures dans le registre supérieur des violons, un procédé que Balakirev a utilisé dans sa Première ouverture. L'ouverture de la symphonie " Petite-russienne " de Tchaïkovski dans sa forme originale montre également l'influence de Balakirev.

### Le développement progressif: Première symphonie
Balakirev commença sa Première symphonie après avoir achevé la Deuxième ouverture mais interrompit le travail pour se concentrer sur l' Ouverture sur des thèmes tchèques, ne reprenant la symphonie que 30 ans plus tard et ne l'achevant qu'en 1897. Des lettres de Balakirev à Stasov et Cui indiquent que le premier mouvement était achevé aux deux tiers et le mouvement final esquissé, bien qu'il ait fourni un nouveau thème pour le finale de nombreuses années plus tard. Alors qu'il attendait le finale pour incorporer des éléments folkloriques, il tenait à intégrer un nouvel élément russe, de nature quelque peu religieuse, dans le premier mouvement. La conception symphonique de ce mouvement est tout à fait inhabituelle. L'introduction lente annonce le motif sur lequel repose l'allegro vivo. Bien que l'allegro vivo soit une structure en trois parties, il diffère de la forme sonate par une exposition, une seconde exposition et un développement au lieu de l'ordre habituel exposition-développement-récapitulation. Cela signifie qu'après l'exposition proprement dite, le matériau thématique est développé en deux endroits, la deuxième exposition étant en fait une élaboration de la première. D'un point de vue formel, il s'agit d'un processus de développement progressif, divisé en trois étapes de complexité croissante. Si c'est ainsi que Balakirev avait réellement planifié le mouvement en 1864, il serait antérieur aux symphonies tardives de Jean Sibelius dans l'utilisation de ce principe de composition.

### Orientalisme:Tamara
Balakirev a également cultivé l'orientalisme de l'opéra de Glinka Rouslan et Ludmila, pour en faire un style plus cohérent. Il apparaît dans l'air pour ténor "Georgian Song" de 1861, "Islamey" et "Tamara". Ce style comprend deux parties : une veine langoureuse de mélodie lente et sinueuse avec ornementation et progressions harmoniques lentes, contrastant avec une veine plus extatique marquée par un perpetuum mobile à un tempo rapide et des contours mélodiques rapides sur des changements harmoniques plus lents. Ce style évoquait d'une part le mystère de l'Orient lointain et exotique avec lequel la Russie n'avait pas de contact direct, et d'autre part pouvait également être utilisé pour faire référence aux régions récemment colonisées de l'Empire russe.
Tamara est considérée par certains comme la plus grande œuvre de Balakirev et comme une pierre de touche de l'orientalisme. À l'origine, il avait l'intention d'écrire une lezginka sur le modèle de Glinka. Cependant, il fut inspiré par la poésie de Mikhaïl Lermontov sur la séductrice Tamara, qui égare les voyageurs dans sa tour aux Gorges de Darial et leur permet de savourer une nuit de plaisirs sensuels avant de les tuer et de jeter leurs corps dans la rivière Terek. Balakirev évoque à la fois le cadre du poème, les montagnes et les gorges du Caucase, et le pouvoir de séduction angélique et démoniaque du personnage-titre. Le récit utilise une large gamme musicale, le compositeur apportant une grande subtilité au sein d'une structure satisfaisante.

## Œuvre
Mili Balakirev laisse environ 50 partitions musicales. Le musée Balakirev de Nijni Novgorod, ouvert dans sa maison natale, est consacré à sa vie et à son œuvre.

### Piano
- Berceuse (1901)
- Capriccio (1902)
- Chant du Pêcheur (1903)
- Dumka (1904)
- Fantasiestück (1903)
- La Fileuse (1906)
- Gondellied (1901)
- L'Alouette (transcription d'une mélodie de Glinka, 1864)
- Humoresque (1903)
- Islamey, fantaisie orientale, op. 18 (1869, révision 1902)
- Mazurka no 1 en la bémol majeur (2e version, 1884)
- Mazurka no 2 en ut dièse mineur (2e version, 1884)
- Mazurka no 3 en si mineur (1886)
- Mazurka no 4 en sol bémol majeur (1886)
- Mazurka no 5 en ré majeur (1900)
- Mazurka no 6 en la bémol majeur (1902)
- Mazurka no 7 en mi bémol mineur (1906)
- Mélodie espagnole (1902)
- Nocturne no 1 en si bémol mineur (1898)
- Nocturne no 2 en si mineur (1901)
- Nocturne no 3 en ré mineur (1902)
- Novelette (1906)
- Polka (1859)
- Rêverie (1903)
- Scherzo no 1 en si mineur (1856)
- Scherzo no 2 en si bémol mineur (1900)
- Scherzo no 3 en fa dièse majeur (1901)
- Sonate no 1 en si mineur (1856)
- Sonate no 2 en si bémol mineur (1905)
- Tarentelle en si majeur (1901)
- Toccata en ut dièse mineur (1902)
- Tyrolienne (1902)
- Valse no 1 en sol majeur Valse di bravura (1900)
- Valse no 2 en fa mineur Valse mélancolique (1900)
- Valse no 3 en ré majeur Valse-impromptu (1901)
- Valse no 4 en si bémol majeur Valse de concert (1902)
- Valse no 5 en ré bémol majeur (1903)
- Valse no 6 en fa dièse mineur (1904)
- Valse no 7 en sol dièse mineur (1907)
- Valse-Caprice no 1 en la bémol majeur (d'après Alexandre S. Taneïev)
- Valse-Caprice no 2 en ré bémol majeur (d'après Alexandre S. Taneïev)

### Deux pianos
- Suite pour deux pianos (1909)
- Sur la Volga (1866)
- Trente chansons du peuple russe (1886)

### Orchestre
- Musique de scène pour le Roi Lear de Shakespeare (1859-64, orch. 1905)
- Ouverture sur le thème d'une marche espagnole, op. 6 (1857, révisée en 1886)
- Ouverture sur trois thèmes russes (1858)
- Seconde ouverture sur des thèmes russes dite « 1000 ans » (1864, révisée comme poème symphonique sous le titre Russie en 1884)
- Ouverture tchèque (1867, révisée poème symphonique sous le titre En Bohème en 1905)
- Symphonie no 1 en ut majeur (1864-1897)
- Poème symphonique Tamara (1867-1882)
- Symphonie no 2 en ré mineur (1900-1908)
- Suite en ré mineur sur 4 pièces de Chopin (1909)
- Suite en si majeur (1909 inachevée et terminée par Liapounov)
- Islamey (1869 pour piano, orchestré par Liapounov et Casella)

### Piano et orchestre
- Fantaisie pour piano, op. 4 (1852)
- Concerto pour piano no 1 en fa dièse mineur, op. 1 (1855-1856)
- Concerto pour piano no 2 en mi bémol majeur, op. posthume (1861-1862 puis 1906-1910), achevé par Sergueï Liapounov

### Musique de chambre
- Octuor en ut mineur op. 3 (1856), inachevé.

### Airs avec dates
Balakirev a composé régulièrement des recueils d'airs pour chanteur et accompagnement durant sa carrière :
- Chanson espagnole ("Ispanskaya pesnya"), pour voix et piano (Chansons oubliées no 3) (1855)
- La lune claire s'est levée (1858)
- Le Chevalier (1858) (20 Chansons, no 7)
- Chanson de Selim ("Pesnya Selima") (1858) (20 Chansons, no 11)
- Chanson Hébraïque (20 chansons, no 13) (1859)
- Over the Lake ("Nad ozerom"), chanson pour voix et piano (1895-1896) (10 chants, no 1)
- The Wilderness (10 chansons, no 2) (1895-1896)
- I Loved Him ("Ya lyubila ego"), chanson pour voix et piano (10 Songs 1895-96, No. 5)
- Le sapin (1895-1896) (10 Chansons, no 6)
- Nocturne (1895-1896) (10 Chansons, no 7)
- Vision ("Son") (10 Chansons, no 2) (1903-04)
- 7 novembre (10 Chansons, no 4) (1903-04)
- La feuille jaune tremble ("Pesnya : Zholty list") (10 Chansons, no 8) (1903-04)
- Regarde, mon ami ("Vzglyani, moy drug") (20 Chansons, no 6) (1903-04)
- Le rêve ("Son") (20 chansons, no 20) (1903-04)
- L'aube ("Zarya") (1909)

## Discographie
Piano
- Islamey : Shura Cherkassky, piano, (1968, Philips/ASV) (OCLC 30937616 et 972837337) — avec des bis de nombreux compositeurs : Daquin, Debussy, Falla, J. Strauss…
- Chants folkloriques pour piano à quatre mains : Viktoria Postnikova et Guennadi Rojdestvenski (1975, Melodiya)
- L'Œuvre pour piano : Alexander Paley (New York, octobre 1992, 6 CD ASS.A.Y Records CD1028/33 / Brilliant Classics)[14] (OCLC 1109982074 et 32601566) et (OCLC 886533155).
- Islamey : Boris Berezovsky, piano (Moscou, juin 1990, « Concours Tchaïkovski » Melodiya / MCA / juin 1994, Teldec 4509965162) (OCLC 25152021 et 38304333) et (OCLC 1246321837 et 972837337) — avec des pièces de Moussorgski, Rachmaninov, Liadov et Medtner.
- Sonate pour piano, Nocturnes, Mazurka… – Danny Driver (en) (2-4 mars 2010, Hyperion CDA67806 (OCLC 762840253)
- L'Œuvre pour piano, 6 volumes : Nicholas Walker (2012 à 2019, Grand Piano GP636… GP846)[15],[16] — nombreuses premières au disque. En 1996 et 1997, chez ASV, Nicholas Walker avait entamé une précédente intégrale dont deux volumes subsistent (DCA 1048…) (OCLC 163440730 et 43451621)

Transcription
- Transcription pour piano de L’Alouette, de Mikhaïl Ivanovitch Glinka : Nikita Magaloff, piano (1991, Ermitage/Aura) — avec des œuvres de Chopin, Liszt, Mendelssohn, Mozart et Scriabine.
- Transcription pour harpe de L'Alouette de Mikhaïl Ivanovitch Glinka : Natalia Shameyeva, harpe (c. 2000, Egan Records) (OCLC 262473694) — avec des œuvres de Glière, Glinka, Khatchatourian, Kikta, Prokofiev, etc.

Musique de chambre
- Octuor – D. Paperno, piano ; A. Korneev, flûte ; S. Trubashnik, hautbois ; B. Afanasiev, cor ; M. Lubotsky, violon ; F. Druzhinin, alto ; V. Simon, violoncelle ; L. Andreev, contrebasse (1965, LP Melodiya)
- Octuor – Valentin Zverev, flûte ; Anatoli Lyubimov, hautbois ; Boris Afansiev, cor ; Andrei Korsakov, violon ; Mikhail Tolpygo, alto ; Fyodor Luzanov, violoncelle ; Rifat Komachkov, contrebasse ; Alexei Nasedkin, piano (1976, Melodiya) (OCLC 1020286988)

Concertos
- Concertos pour piano no 1 op.1 et no 2 op. posthume : Malcolm Binns (en), piano ; English Northern Philharmonia, dir. David Lloyd-Jones (octobre 1992, « Romantic piano concerto, 5 » Hyperion CDA66640) (OCLC 29329729) — avec Rimsky-Korsakov, Concerto pour piano et orchestre op. 30.
- Concerto pour piano no 2, op. posthume : Michael Ponti, piano ; Orchestre Symphonique de Westphalie, dir. Siegfried Landau (1975, Concerto Royale) — avec Liapounov : Rhapsodie ukrainienne pour piano et orchestre.

Musique symphonique
- Symphonie no 1 : Orchestre Philharmonia, dir. Herbert von Karajan (1949, EMI/Warner)[17] (OCLC 1272347578)
- Islamey, poème symphonique (orchestration Alfredo Casella) ; Première Polka de Glinka (orchestration Balakirev) : Orchestre de la radio d'URSS, dir. Alexandre Gaouk (1952, Melodiya / Brilliant Classics) — avec Glinka, Khatchatourian, Tchaïkovski, etc.
- Symphonie no 2 ; Tamara, poème symphonique ; En Bohème, poème symphonique : Orchestre symphonique d'URSS, dir. Evgueny Svetlanov (1977/1978/1983, Melodiya) (OCLC 1020171992)
- Ouverture espagnole ; Ouverture russe ; Russie, poème symphonique ; Tamara, poème symphonique ; En Tchécoslovaquie, poème symphonique ; Suite pour orchestre ; Le Roi Lear, musique de scène : Orchestre symphonique académique d'URSS, dirigé par Evgueny Svetlanov (1977/83/84, Melodiya)
- Islamey, poème symphonique (orchestration Sergueï Liapounov) : Orchestre symphonique académique de l'URSS, dir. Ievgueni Svetlanov (1986, Melodiya) — avec Liapounov, Anthologie orchestrale.
- Symphonie no 1 : Orchestre symphonique philharmonique de Moscou, dir. Kirill Kondrachine (1961, Melodiya) (OCLC 754819917) — avec Kalinnikov, Symphonie no 1.
- Symphonie no 1 : Orchestre symphonique d'État d'URSS, dirigé par Ievgueni Svetlanov (1974, « Russian archives » Brilliant Classics / Regis RRC 1131) — Avec Rimsky-Korsakov. (OCLC 812926148 et 1004776743)
- Symphonie no 1 : City of Birmingham Symphony Orchestra, dir. Neeme Järvi (1984, EMI) — avec Liadov, Polonaise pour orchestre.
- Symphonie no 1 Islamey, poème symphonique ; Tamara, poème symphonique ; Symphonie no 2 ; Russie : Orchestre symphonique d'État de Russie, dirigé par Ivan Golovschin (15-17 avril/2-4 septembre 1993, 2 CD Naxos 8.550792 / 8.550793)[18] (OCLC 1101942792 et 979944715)

Mélodies
- « Balakirev et le chant populaire russe », 30 Chants russes : Olga Kaliguna, soprano ; Orchestre philharmonique de Moscou, dir. Konstantin Krimets (30 septembre 2004, 17-18 juillet 2006 Toccata Classics TOCC0018)[19] — avec la Grande Fantaisie op. 4 pour piano et orchestre.
- 14 Mélodies, dont : « Intonation », « Chanson de Selim », « Le Sapin », « L’Aurore », « Chanson hébraïque », etc. — Boris Christoff (basse), Alexandre Tcherepnine (piano), Orchestre des Concerts Lamoureux dirigé par Georges Tzipine, enregistré en 1963/64/67, distribué par EMI, compléments = Mélodies du Groupe des Cinq, de Rachmaninov et de Tchaïkovski

## Hommages
Sont nommés en son honneur :
- le glacier Balakirev, en Antarctique ;
- (6777) Balakirev, un astéroïde de la ceinture principale découvert en 1989[20].